# FC Internazionale Milano (féminines)
Ne pas confondre avec le FC Internazionale Milano, l'équipe masculine.
Maillots
Actualités
Dernière mise à jour : 19  juillet 2024.
La section football féminin de l'Inter, connu sous le nom commercial de Inter Women est un club féminin de football professionnel italie basé dans la ville de Milan, dans le nord de l'Italie. Le club est fondé le 23 octobre 2018.

## Histoire
La section féminine de l'Inter est officiellement née le 23 octobre 2018. Le club interiste, déjà actif avec ses propres équipes dans les catégories jeunes féminines depuis quelques années, reprend le titre sportif de l'Associazione Sportiva Dilettantistica Femminile Inter Milano, donnant vie à sa première section féminine en 110 ans d'histoire. L'équipe, familièrement connue sous le nom d'Inter Women, prend donc place de l'ASD Femminile Inter Milano dans le championnat national de Serie B 2018-2019. Le début sous la gestion de l'Inter, le 28 octobre, se termine par une victoire 2-0 à domicile sur Lady Granata Cittadella. Le premier but de l'histoire de l'Inter féminine est marqué par Fabiana Costi.
Dans la première saison, il est promu en Serie A cinq journées avant la fin du tournoi et la première place du classement avec quatre journées d'avance.
Le tout premier match des Nerazzurri en Serie A, le 14 septembre 2019 à domicile contre Hellas Verona, se termine par un match nul 2-2. Le premier but de l'Inter Women en Serie A est réalisé par la joueuse internationale Française Julie Debever. La première victoire en Serie A est survenue la semaine suivante, le 21 septembre, 1-0 sur le terrain d'Empoli.

## Rivalités

### Derby de Milan
L'Inter dispute le derby de la Madonnina, aussi appelé derby de Milan, face au Milan AC.

### Derby d'Italie
L'Inter dispute le derby d'Italie face à la Juventus, qu'elle n'a encore jamais battue.